# Blandt Syd-Amerikas urskovsindianere
Blandt Syd-Amerikas urskovsindianere är en norsk svartvit stumfilm (dokumentär) från 1921.
Filmen följer den svenske etnografen och upptäcktsresanden Gustaf Bolinders expedition till Sydamerika 1920–1921. Fotografen Ottar Gladvedt medföljde expeditionen efter ett avtal mellan Bolinder och filmens producent Gustav Lund. Målet med dokumentären var att dokumentera indiankulturerna wayuu (guajira), arhuaco (ijca) och motiloner i Colombia och Venezuela, där Bolinder 1914 redan företagit en expedition.